# Kuns
El kuns foren una tribu turca de l'Àsia central del període premongol.
Al-Biruni esmenta per primer cop a aquest poble el 1029 que els situa al territori dels turcs orientals entre els kay (kayi, equivalents als kimaks) i els kirguís. Al-Kasghari parla de dos grups turcs (veïns segons al-Biruni) però no esmenta als kuns. Al-Marwazi a l'inici del segle xii consagra un capítol de la seva obra als kuns, que va servir de base als comentaris que modernament ha fet Marquart.
Segons les dades que es tenen els kuns vivien a Mongòlia oriental a tocar de Manxúria; és possible que fossin descendents del Tu-yü-hun que els annals xinesos situen al nord del gran tancament superior del riu Groc (Huang-ho). Serien per tant una resta dels huns (hsiung-nu modern xiongnu). Segons al-Marwazi (final del segle xi, metge a la cort dels soldans seljúcides) el poble es va fer nestorià al seu hàbitat. A causa de les actuacions a les pastures del seu territori pels kayi o kays o kais (Serps) o kimaks, es van desplaçar a l'oest fins al territori dels shars o shari (del turc sari o sary: pàl·lit o groc) que serien els kiptxaks (ho provaria l'adopció eslava de la paraula "Kiptxak" com a "Polovets" -eslau "polovye"- que vol dir "groc clar"); una opinió diferent diu que els sari serien els uigurs sari del Kansu (Gansu). La primitiva identificació de Minorski dels kuns amb els Kuri-Furi, una tribu salvatge que vivia a l'est dels kirguís, a l'orient i sud del llac Baikal (els seus descendents serien els buriats) va ser abandonada. Sembla clar que els kuns es van fondre amb els kiptxaks (sari) dins del kanat Kimak (kimak = Kay o Kai), però el nom reapareix després a Hongria com un grup dels cumans(confederació liderada pels kiptxaks), sense que Marquart hagi pogut establir si hi ha una relació directe entre els kuns històrics i aquesta segona aparició.
L'únic personatge conegut d'aquest poble fou Ekinči ibn Kočkar, esclau dels seljúcides que el 1097 fou nomenat governador de Coràsmia pel sultà Barkyaruq, que fou la possible font d'al-Marwazi sobre els kuns.